# Środek odcinka
Środek odcinka – punkt odcinka równo oddalony od jego końców; w geometrii euklidesowej jest to zarazem jego środek symetrii i miejsce przecięcia obydwu osi symetrii danego odcinka.

## Geometria syntetyczna

### Konstrukcje

Pierwsza „szkolna” metoda korzysta z własności geometrii płaszczyzny (przestrzeni) euklidesowej, kolejne dwie są poprawne również w geometrii afinicznej.
Sposób I (symetralna)
Skonstruować symetralną odcinka. Jego środek wyznaczony jest jako punkt przecięcia odcinka i jego symetralnej.

Sposób II (twierdzenie Talesa)
Zgodnie z rysunkiem obok:
- zaznaczyć punkt {\displaystyle C} nienależący do odcinka {\displaystyle AB,}
- oznaczyć różny od {\displaystyle A} punkt {\displaystyle D} będący punktem przecięcia prostej {\displaystyle AC} i okręgu {\displaystyle o(C,AC),}
- nakreślić prostą {\displaystyle BD} i równoległą do niej prostą przechodzącą przez {\displaystyle C,}
- oznaczyć punkt przecięcia {\displaystyle C'} odcinka {\displaystyle AB} i prostej {\displaystyle CC'.}

Punkt {\displaystyle C'} jest szukanym środkiem odcinka {\displaystyle AB.}
Sposób III (przecięcie przekątnych równoległoboku)
Zgodnie z oznaczeniami na rysunku:
- nakreślić dwie równoległe proste {\displaystyle p,q} przechodzące odpowiednio przez punkty {\displaystyle A,B,}
- nakreślić dwie inne równoległe proste {\displaystyle p',q'} przechodzące odpowiednio przez punkty {\displaystyle A,B,}
- wyznaczyć różną od {\displaystyle AB} przekątną powstałego równoległoboku.

Punkt przecięcia przekątnych równoległoboku jest szukanym środkiem odcinka {\displaystyle AB.}

### Geometrie metryczne
W tradycyjnym rozumieniu środek odcinka jest pojęciem metrycznym, dlatego można go definiować nie tylko w geometrii euklidesowej, ale także w innych metrycznych geometriach, takich jak geometria hiperboliczna czy eliptyczna, przy czym w tej drugiej każdy odcinek (rozumiany jako para różnych punktów) ma dwa środki. We wspomnianych trzech geometriach pojęcie to ma ścisły związek z symetralną odcinka.

### Geometria afiniczna

Konstrukcje II i III pokazują, że środek odcinka można postrzegać jako pojęcie geometrii afinicznej. Mimo iż związek środka odcinka z jego symetralną zanika, to każdy odcinek posiada dokładnie jeden środek, ponieważ każda prosta jest przestrzenią metryczną.
W zamian środek ma silny związkiem z równoległobokiem i jego fundamentalną własnością wyrażaną popularnie jako „przekątne równoległoboku połowią się”, a ściśle
Twierdzenie
Czworobok {\displaystyle ABCD} jest równoległobokiem (odcinki {\displaystyle AB,CD} są równoległe i równej długości) wtedy i tylko wtedy, gdy punkty przecięcia odcinka {\displaystyle AD} i {\displaystyle BC} pokrywają się.
Powyższa równoważność oznacza, że pojęcie środka można zdefiniować za pomocą pojęcia równoległości i odwrotnie.

## Własności
Środek odcinka jest niezmiennikiem izometrii; w przypadku geometrii euklidesowej prawdziwe jest stwierdzenie ogólniejsze: środek odcinka jest niezmiennikiem podobieństw. W pierwszym przypadku oznacza to, że izometria zachowuje środek odcinka (obrazem środka odcinka jest środek odcinka), w drugim, iż podobieństwa zachowują środek odcinka.
Środek odcinka jest niezmiennikiem dowolnego przekształcenia afinicznego (powinowactwa).

## Geometria analityczna

Ponieważ przestrzeń afiniczna nie musi być przestrzenią metryczną, ani przestrzenią unitarną, to do wprowadzenia pojęcie środka odcinka nie są potrzebne pojęcia odległości (metryki) i kąta prostego (iloczynu skalarnego). Co więcej nie jest wymagane nawet pojęcie wnętrza odcinka, co jest równoważne brakowi porządku liniowego w ciele nad którym zbudowana jest przestrzeń liniowa stowarzyszona z daną przestrzenią afiniczną. Konieczne jest jednak, aby wspomniane ciało było charakterystyki większej od 2.
Proste w przestrzeni afinicznej dane są jako jednowymiarowe podprzestrzenie afiniczne, czyli kombinacje afiniczne dwóch wektorów o współczynnikach z danego ciała. Wówczas dla dowolnych dwóch punktów {\displaystyle a,b} środkiem wektora {\displaystyle {\overrightarrow {ab}}} (odcinka skierowanego) jest punkt {\displaystyle a+{\tfrac {1}{2}}{\overrightarrow {ab}}.}
Wynika stąd, że środkiem odcinka o końcach {\displaystyle (x_{1},y_{1})} oraz {\displaystyle (x_{2},y_{2})} jest punkt o współrzędnych {\displaystyle \left({\tfrac {1}{2}}(x_{1}+x_{2}),{\tfrac {1}{2}}(y_{1}+y_{2})\right).}

## Aksjomatyzacja
W dowolnym niepustym zbiorze {\displaystyle G} pojęcia środka odcinka można wprowadzić aksjomatycznie. Operację środka definiuje się wtedy jako działanie dwuargumentowe {\displaystyle \oplus \colon G\times G\to G} określone na zbiorze {\displaystyle G} spełniające następujące aksjomaty dla {\displaystyle a,b,c,d\in G{:}}
- {\displaystyle a\oplus a=a,} idempotentność,
- {\displaystyle a\oplus b=b\oplus a,} przemienność,
- {\displaystyle (a\oplus b)\oplus (c\oplus d)=(a\oplus c)\oplus (b\oplus d),} bi-przemienność.

Strukturę {\displaystyle (G,\oplus )} nazywa się algebrą środka.

### Własności i uwagi
Z podanych aksjomatów dla dowolnych {\displaystyle a,b,c,x,x^{'}\in G} wynikają następujące własności:
- samorozdzielność,
{\displaystyle (a\oplus b)\oplus c=(a\oplus c)\oplus (b\oplus c),}
- środkiem punktu (odcinka zdegenerowanego) jest on sam,
- {\displaystyle a\oplus b=a\Rightarrow a=b,}
- środek odcinka wyznaczony jest jednoznacznie,
- {\displaystyle x\oplus a=x^{'}\oplus a\Rightarrow x=x^{'}.}

Niezmienniczość operacji środka względem przekształcenia afinicznego {\displaystyle f} (odpowiednio zdefiniowanego w algebrze środka) ma postać
{\displaystyle f(a\oplus b)=f(a)\oplus f(b),}
co oznacza, że przekształcenia afiniczne są homomorfizmami przestrzeni afinicznych.

### Relacja
Relacja określona na {\displaystyle G\times G} wzorem
{\displaystyle ab\equiv cd\Leftrightarrow a\oplus d=b\oplus c}
jest relacją równoważności. Klasy abstrakcji względem tej relacji tworzą grupę przemienną, której elementy można traktować jak grupę wektorów swobodnych. Do tego, aby {\displaystyle G} była przestrzenią afiniczną brakuje tylko mnożenia przez skalar.

## Uogólnienia

Uogólnienie pojęcia środek odcinka można w pewnym sensie wprowadzić w geometrii rzutowej. Niech {\displaystyle s} będzie ustaloną prostą płaszczyzny rzutowej do której nie należą dowolnie wybrane dwa punkty {\displaystyle A,B.} Wówczas {\displaystyle s}-środek {\displaystyle X} odcinka {\displaystyle AB} definiuje się jako czwarty punkt harmoniczny spełniający {\displaystyle H(X,Y;A,B),} gdzie {\displaystyle Y=AB\cap s} (zob. czworobok zupełny).
Tak określony {\displaystyle s}-środek zachowuje niemal wszystkie własności środka afinicznego. W powyższy sposób wprowadza się geometrię afiniczną na podstawie geometrii rzutowej: wystarczy wybraną prostą {\displaystyle s} uznać za horyzont, czyli prostą niewłaściwą.